# 愛原圭織
愛原 圭織（あいはら かおり、9月26日 - ）は、日本の女性声優、歌手、作詞。Production GIW所属。

## 出演
- 安眠ヴォイス - 出演&脚本
- 命の鑑定人（ユッキー）
- ヴァジアルサーガDeluxe（月人ムーンムーム）
- カルネージハート エクサ（パルティータ）
- KILLZVALD～最後の人間～（月人アクエリアス）
- KILLZVALD -SpecialPac1-（アクエリアス）
- 守護霊と剣聖（守護霊よーこ）
- 太鼓の達人 どんとかつの時空大冒険（ローズ）
- Lizsoft：フォーチュンサモナーズDeluxe　オリジナル版（アルチェ）

## 歌、作詞
- アイドルマスター ワンフォーオール DLC第2弾 - キミ＊チャンネル
- THE IDOLM@STER Vocal Collection 02 - Virgin Load - コーラス
- 太鼓の達人シリーズ
  - トータル・エクリプス 2035 ～少女の時空皆既日食～
  - SORA-IV ブンパソング
  - 白猫きゃらめる夢幻のわたあめ
  - 想いを手に願いを込めて
  - ファミレスウォーズ
  - 少女の神の粒子
  - 魔法の喫茶店
  - void setup
  - 1/2 ～inside me
  - 夢うつつカタルシス
  - リトルホワイトウィッチ
  - マルトーアンフェール
- 絶対ヒーロー改造計画 - 歌２曲＋コーラス１曲
- MASTERUP おとこの娘倶楽部：まにょっこ☆まこりん～僕も魔法少女!?～ - 主題歌ボーカル＆作詞
- MASTERUP おとこの娘倶楽部：まにょっこ☆みのりん～僕（♂）が魔法少女!?～ - 主題歌ボーカル
- みんなの冒険大陸カナン テーマソングVol.1　ひかりをあつめて - コーラス
- 終暦聖歌
- 愚民チュー
- 愚民年金
- caught nose

## CD
- 明るく元気な曲を詰め込んだので聞いて笑顔になって欲しいCD / 歌「Let's go!」

## その他
- うさみみ娘・九兎 - 着信ボイス